# Lloyd Herbert Shinners
Lloyd Herbert Shinners (22 septembre 1918 – 16 février 1971) est un botaniste canadien.

## Biographie
Lloyd Herbert Shinners est né le 22 septembre 1918 à Bluesky en Alberta où son père avait emmené sa famille en 1907 après avoir quitté le Wisconsin aux États-Unis. À l'âge de 5 ans, il retourne avec ses parents s'installer à Milwaukee dans le Wisconsin où il suit sa scolarité jusqu'à l'obtention d'un doctorat en 1943 à l'université du Wisconsin de Madison.
En 1945, il se rend à Dallas au Texas où il travaille comme assistant de recherche à l'université méthodiste du Sud. Nommé directeur de l'herbarium de l'université, il s'attelle à en faire l'un des plus importants du Sud des États-Unis, passant de 20 000 à 340 000 specimens après 23 ans sous sa direction,. En 1962, après avoir eu des difficultés à publier un article, il fonde la revue scientifique SIDA, Contributions to Botany.
Atteint de diabète, il meurt le 16 février 1971 à Dallas après une courte hospitalisation.